# Homefront (película)
Homefront (Línea de fuego en Hispanoamérica; El protector en España) es una película de acción dirigida por Gary Fleder y escrita por Sylvester Stallone. La película está basada en el libro del mismo nombre de Chuck Logan y adaptada a la pantalla por Sylvester Stallone. Fue estrenada el 27 de noviembre de 2013.

## Argumento
Un exagente de la agencia antidroga, viudo, Phil Broker (Jason Statham), se retira a un pequeño pueblo por el bien de su hija de 10 años. El único problema es que ha elegido el pueblo equivocado.

## Reparto
| - Jason Statham como Phil Broker - Izabela Vidovic como Maddy Broker - James Franco como Morgan "Gator" Bodine - Winona Ryder como Sheryl Mott - Kate Bosworth como Cassie Bodine-Klum - Marcus Hester as Jimmy Klum - Austin Craig as Teddy Klum - Frank Grillo como Cyrus Hanks | - Chuck Zito como Danny Turrie - Rachelle Lefevre como Susan Hatch - Clancy Brown como Sheriff Keith Rodríguez - Christa Campbell como Lydia - Stuart Greer como Lewis - Omar Benson Miller como Tito - Linds Edwards as Joe "JoJo" Turrie - Pruitt Taylor Vince como Werks |